# Zakon św. Samsona
Zakon Szpitala św. Samsona w Konstantynopolu – zakon rycerski utworzony w Cesarstwie Łacińskim po zdobyciu Konstantynopola przez uczestników IV krucjaty w 1204 roku.
Zakon został zorganizowany ok. 1206 roku z inspiracji cesarza Henryka. Główna jego siedziba znajdowała się przy szpitalu św. Samsona w Konstantynopolu. Autorem statutów zgromadzenia spisanych w 1208 roku był legat papieski, Benedykt di Santa Susanna. Zatwierdzenie kanoniczne otrzymał od papieża Innocentego III w 1210 roku.
Zakon św. Samsona posiadał dobra ziemskie w Grecji i na Węgrzech. Ponadto dzięki nadaniom biskupów flandryjskich i francuskich miał domy zakonne w Douai, Namur i Orleanie. Prowadził przede wszystkim działalność charytatywną polegającą na prowadzeniu szpitali i schronisk. Dopiero w 1222 roku otrzymał przywilej używania koni bojowych i oręża.
W 1261 roku zakonnicy przenieśli główną siedzibę zgromadzenia do Koryntu. Zakon przestał istnieć w XIV wieku. W 1308 roku zawarł unię z Zakonem Maltańskim.